# When I See You
«When I See You»  — сингл с третьего студийного альбома Мэйси Грэй The Trouble with Being Myself, вышедшего в 2003 году.
В Великобритании "When I See You" стал пятым в хит-парадах, в США сингл имел оглушительный успех, но стал только 23 Hot Digital Tracks. В Billboard Hot 100 композиция так и не попала. В Австралии сингл занял скромное сороковое место.
"When I See You" был выпущен на двух CD-дисках, и в Великобритании содержал ремиксы от Bugz in the Attic и Grand Style.

## Список композиций
CD 1
1. "When I See You" (Альбомная версия)
2. "When I See You" (Bugz in the Attic Remix)
3. "When I See You" (Grand Style Mix)
4. "When I See You" (Видеоверсия)

CD 2
1. "When I See You" (Альбомная версия)
2. "Lie to Me"
3. "It's Love"

## Чарты
| Чарты (2003)                           | Высшая позиция |
| -------------------------------------- | -------------- |
| Australian Singles Chart               | 34             |
| Dutch Mega Single Top 100              | 66             |
| UK Singles Chart                       | 26             |
| U.S. Billboard Hot Digital Tracks      | 23             |
| U.S. Billboard Hot Adult Top 40 Tracks | 21             |

## Примечание
1. 1 2  Macy Gray – When I See You – Music Charts. αCharts.us. Дата обращения: 19 марта 2008. Архивировано 6 июля 2012 года.
2. ↑  dutchcharts.nl – Macy Gray – When I See You (нидерл.). dutchcharts.nl. Дата обращения: 19 марта 2008. Архивировано 6 июля 2012 года.